# Spathius cyclops
Spathius cyclops är en stekelart som beskrevs av Nixon 1943. Spathius cyclops ingår i släktet Spathius och familjen bracksteklar. Inga underarter finns listade i Catalogue of Life.